# Be Cool
Be Cool (Tómalo con calma en Argentina, España y México) es una película estadounidense de 2005 dirigida por F. Gary Gray y protagonizada por John Travolta, Uma Thurman, Vince Vaughn, Cedric the Entertainer, Harvey Keitel, Danny DeVito, Dwayne "The Rock" Johnson, James Woods, Robert Pastorelli y Christina Milian.
El director de esta secuela de la película Get Shorty, F. Gary Gray, vuelve a utilizar al personaje de Chili Palmer, un mafioso con habilidad negociadora y astucia callejera (Travolta), surgido de una novela del escritor Elmore Leonard.

## Sinopsis
Diez años después de marcharse regresa Chili Palmer (John Travolta), el gánster chulo y espabilado que se introdujo en el mundo cinematográfico y triunfó gracias a sus métodos poco éticos y legales en Get Shorty, su rol debut. Pero Chili está cansado y aburrido de tanta película y de Hollywood y el mundo de la música se convierte en su próximo objetivo cuando un amigo suyo, un ejecutivo musical, es asesinado mientras comían juntos. Cuando Chili va a ver a la viuda, Edie (Uma Thurman), de la que se enamora, se ofrece como nuevo socio de su sello discográfico. El "mafioso" cuenta con el talento de una joven y prometedora cantante, Linda Moon (Christina  Milian), con la que espera conseguir el hit musical del año y salvar así a la compañía. Por supuesto que sus técnicas de negociación siguen siendo las mismas, algo que le va a venir muy bien para enfrentarse a un mánager surrealista, unos criminales rusos, unos raperos neoyorkinos gangsta y unos pandilleros de Los Ángeles... y de paso intentar que no lo maten.
La banda de rock Aerosmith tiene un papel importante en la película.

## Reparto
| - John Travolta es Chili Palmer - Uma Thurman es Edie Athens - Vince Vaughn es Roger "Raji" Lowenthal - Cedric the Entertainer es Sin LaSalle - André Benjamin es Dabu - Christina Milian es Linda Moon - Harvey Keitel es Nick Carr - The Rock es Elliot Wilhelm - Danny DeVito es Martin Weir - Robert Pastorelli es Joseph "Joe Loop" Lupino - Paul Adelstein es Hyman Gordon - Arielle Kebbel es Robin - Debi Mazar es Marla - Gregory Alan Williams es Darryl - Seth Green (no acreditado) es el productor del vídeo musical "Shotgun" - James Woods es Tommy Athens - George Fisher es Ivan Argianiyev - Kimberly J. Brown es Tiffany - Lewis Jordan es Harver James - Alex Kubik es Roman Bulkin | Cameos - Aerosmith - Steven Tyler - Joe Perry - Tom Hamilton - Brad Whitford - Joey Kramer - Wyclef Jean - The Black Eyed Peas - will.i.am - Fergie - Apl.de.ap - Taboo - Sérgio Mendes - Gene Simmons - Fred Durst - RZA - Anna Nicole Smith - Della Reese - Kobe Bryant - moe. - The Pussycat Dolls - Rocco Botte |